# Gordon Bunshaft

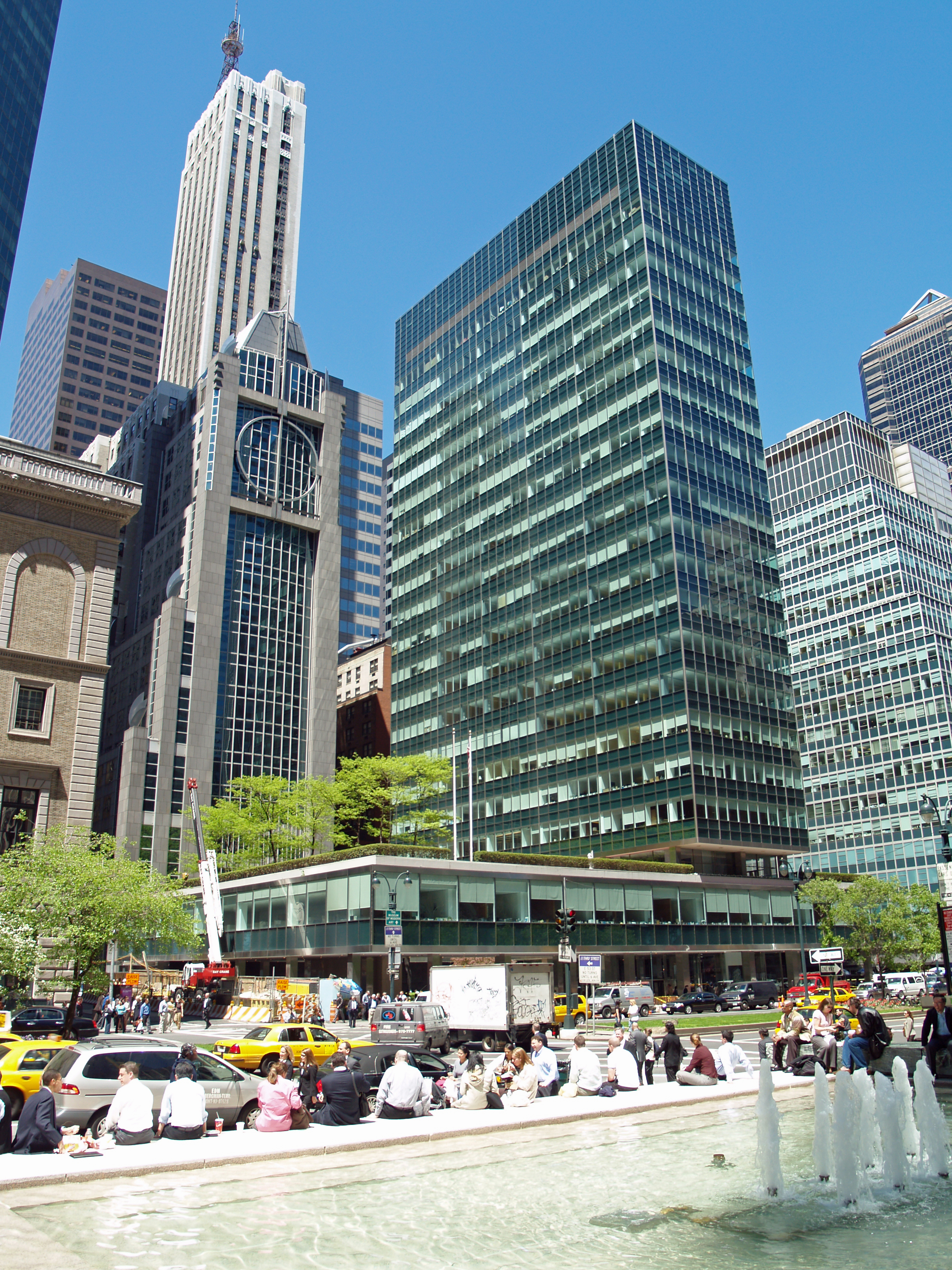
Das Lever House in New York (1951)

Gordon Bunshaft (* 9. Mai 1909 in Buffalo, New York; † 6. August 1990 in New York City) war ein US-amerikanischer Architekt der Moderne und Pritzker-Preisträger (1988).

## Leben
Bunshaft studierte am Massachusetts Institute of Technology (MIT). Danach arbeitete er beim Architekten Edward Durell Stone, dem Designer Raymond Loewy und war schließlich ab 1946 Mitarbeiter und später Partner bei der New Yorker Niederlassung des Architekturbüros Skidmore, Owings and Merrill.
Frühe Werke Bunshafts wurden stark von Ludwig Mies van der Rohe und Le Corbusier beeinflusst. Das mit Abstand bekannteste Projekt von Bunshaft ist das Lever House, ein Hochhaus, das die Büros des Hygienemittelhersteller Lever Brothers beheimatet. Das Projekt für Manufacturers Hanover Trust Branch Bank von 1953 gilt als das erste transparente Bankgebäude an der Ostküste der USA. Das einzige Einfamilienhaus, das von Bunshaft geschaffen wurde, ist das 210 m² große Travertine House, das 1995 bis 2005 in Besitz Martha Stewarts war.
In den 1950er Jahren war Bunshaft, im Auftrag des amerikanischen Amtes für Auslandsinvestitionen, an den Entwürfen für konsulare Vertretungen in Deutschland beteiligt. 1959 wurde er zum Mitglied (NA) der National Academy of Design gewählt; 1960 in die American Academy of Arts and Letters und 1969 in die American Academy of Arts and Sciences.
1962 wurde das Buffalo AKG Art Museum durch einen Anbau von ihm erweitert, den man nach dem Hauptsponsor für den Anbau, Seymour H. Knox,  Seymour H. Knox-Building nannte.

## Bedeutende Werke

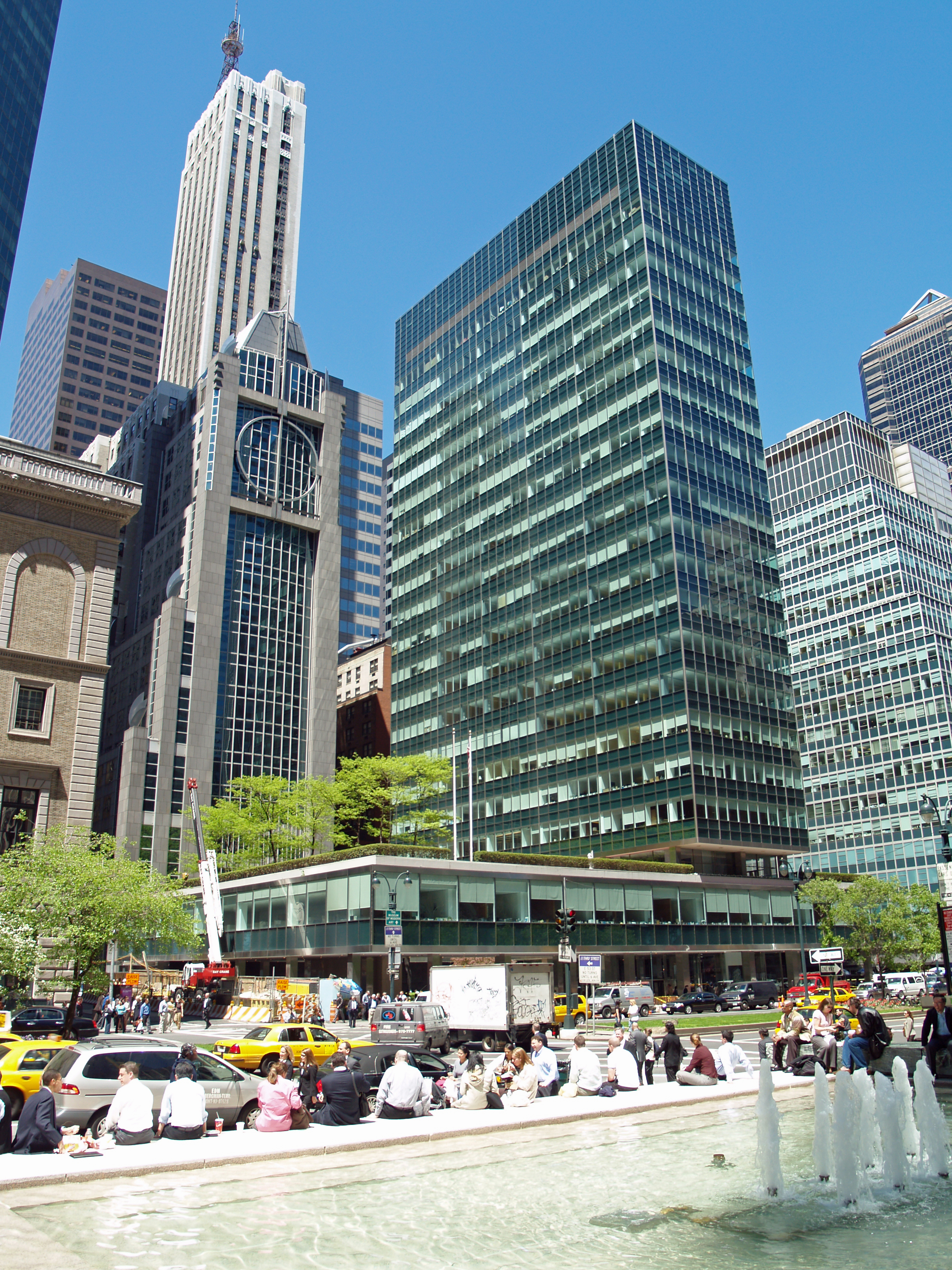
Lever House New York 1951 Photo: David Shankbone
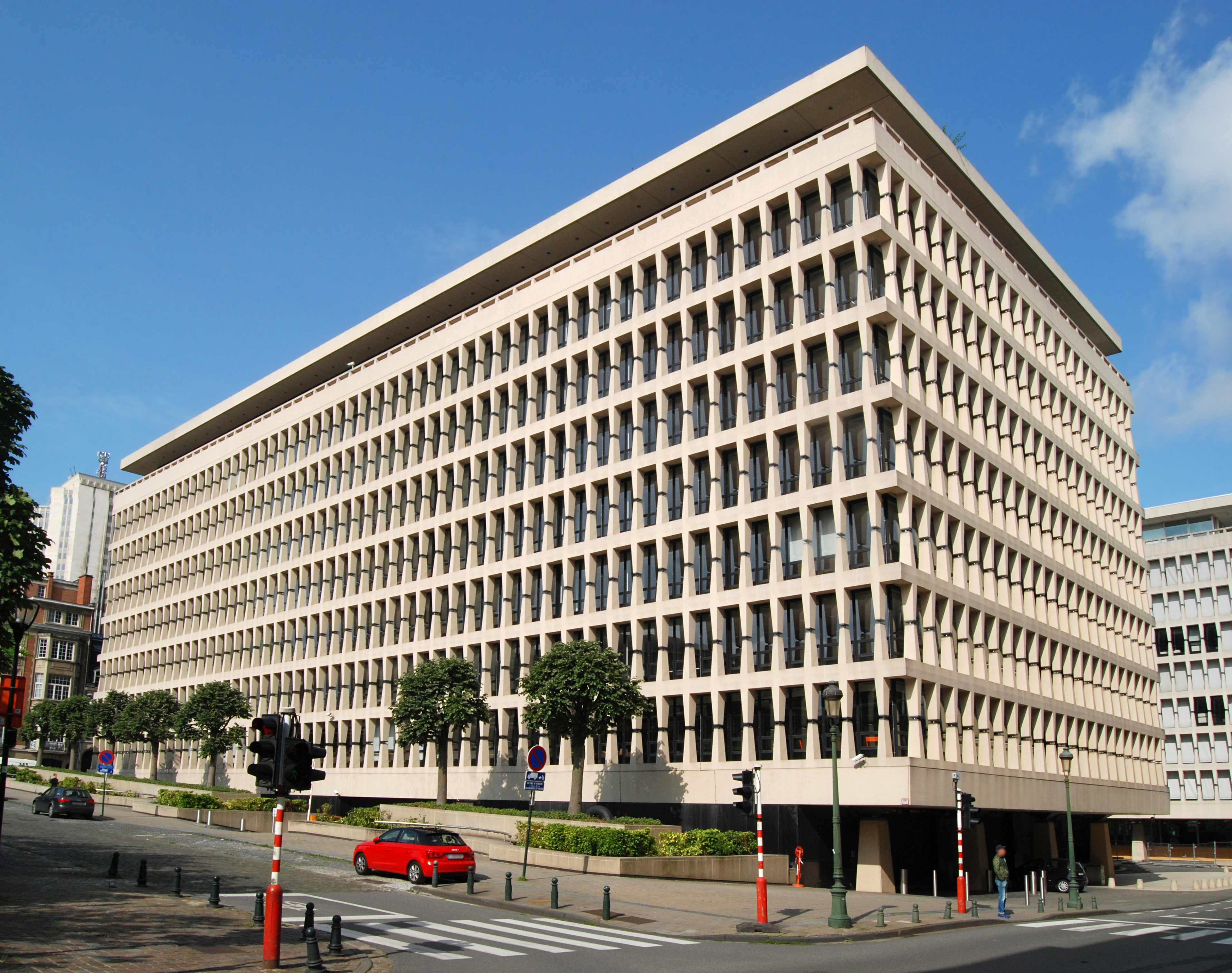
Banque Lambert Brüssel 1956–1960
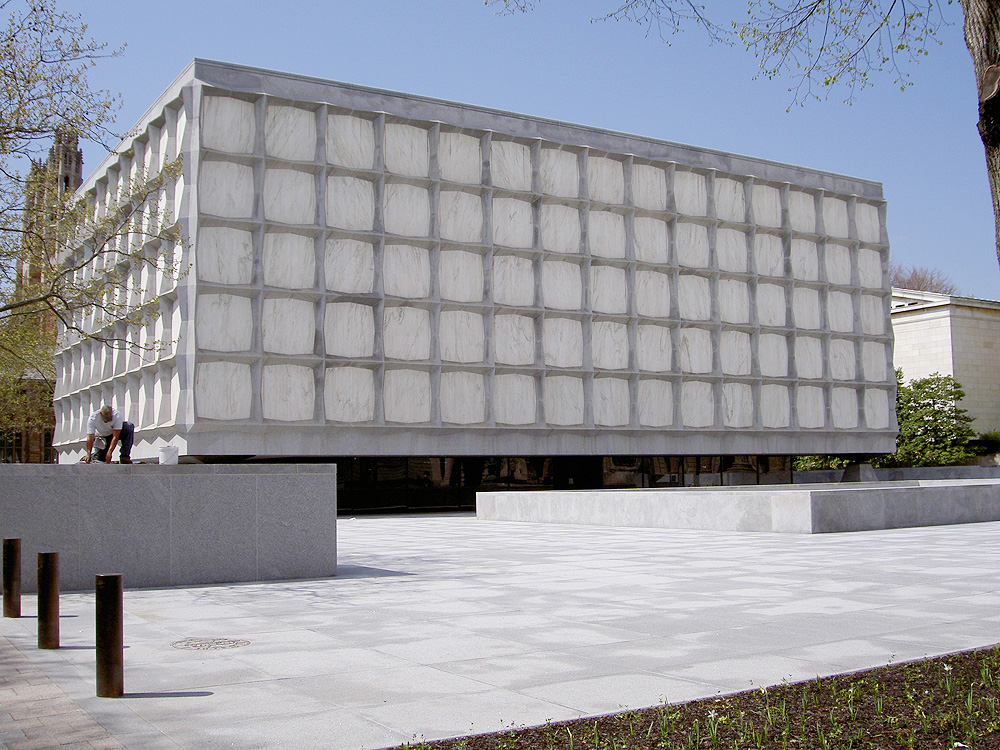
Beinecke Library Yale University, New Haven, CT 1963 Photo: Henry Trotter
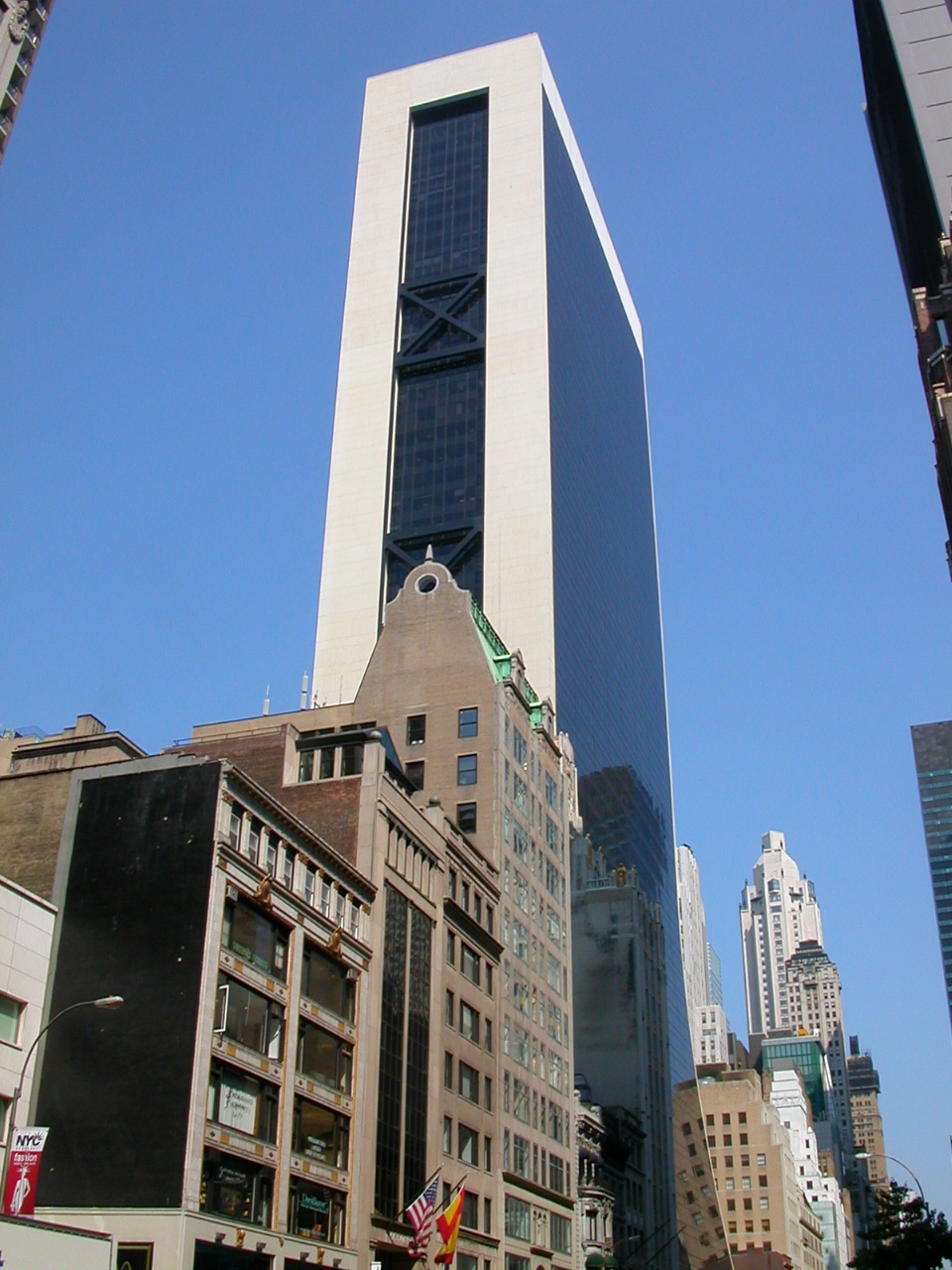
Solow Building New York 1974 Photo: Ilya Voytov
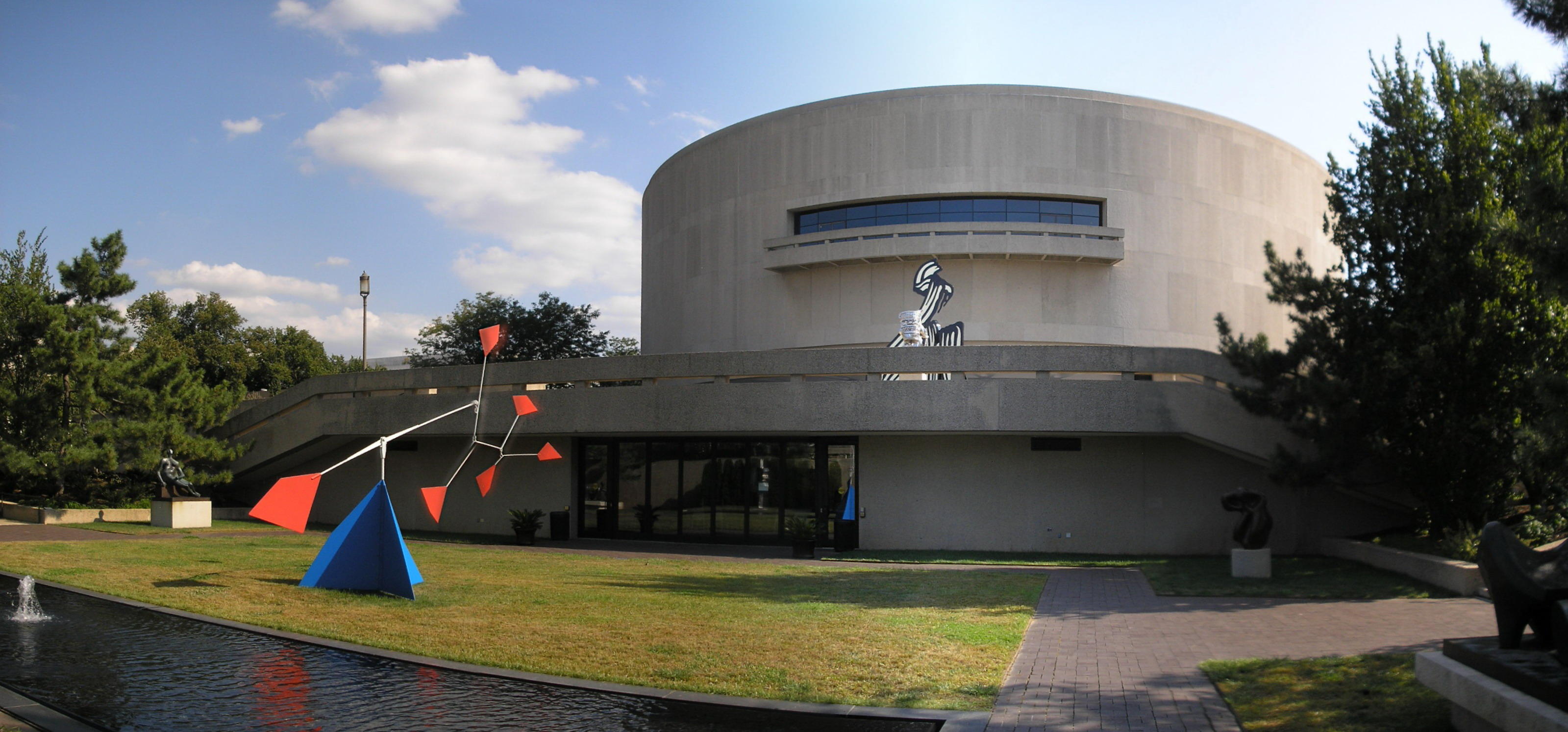
Hirshhorn Museum Washington, D.C. 1974

- 1951: Lever House in New York
- 1953: Manufacturers Hanover Trust Branch Bank in New York
- 1960: Banque Lambert in Brüssel, Belgien
- 1961: Beinecke Rare Book and Manuscript Library der Yale University in New Haven, Connecticut
- 1962: Albright-Knox Art Gallery (Erweiterung) in Buffalo, NY
- 1963: Travertine House in den Hamptons, NY
- 1967: Marine Midland Building in New York
- 1971: Lyndon Baines Johnson-Bibliothek und Museum in Austin, Texas
- 1973: Solow Building in New York
- 1974: Hirshhorn Museum and Sculpture Garden in Washington, D.C.
- 1983: National Commercial Bank in Dschidda, Saudi-Arabien